# Еллінський фестиваль
Еллінський фестиваль — один з фестивалів в Греції, а також фестиваль еллінської культури грецької діаспори, що починається у червні та триває до кінця вересня.
Власне у Греції наймасштабніше святкування відбувається у столиці місті Афіни. В цей період регулярно відбуваються музичні та драматичні вистави на пагорбі Афінського акрополя і пагорбі Лікавіт, а також античних театрах в Епідаврі, Драмі та інших містах.
2010 року Еллінський фестиваль через економічну скруту стане найбільш «економним» і обійдеться в 1 850 000 євро. Дотації зменшені на 20% у порівнянні з попередніми роками. Програму фестивалю скорочено: зокрема, скасовано постановку за Бертольдом Брехтом. Масштабні акції відбудуться на сцені Одеону Ірода Аттика та театру в Епідаврі.

## Грецька діаспора

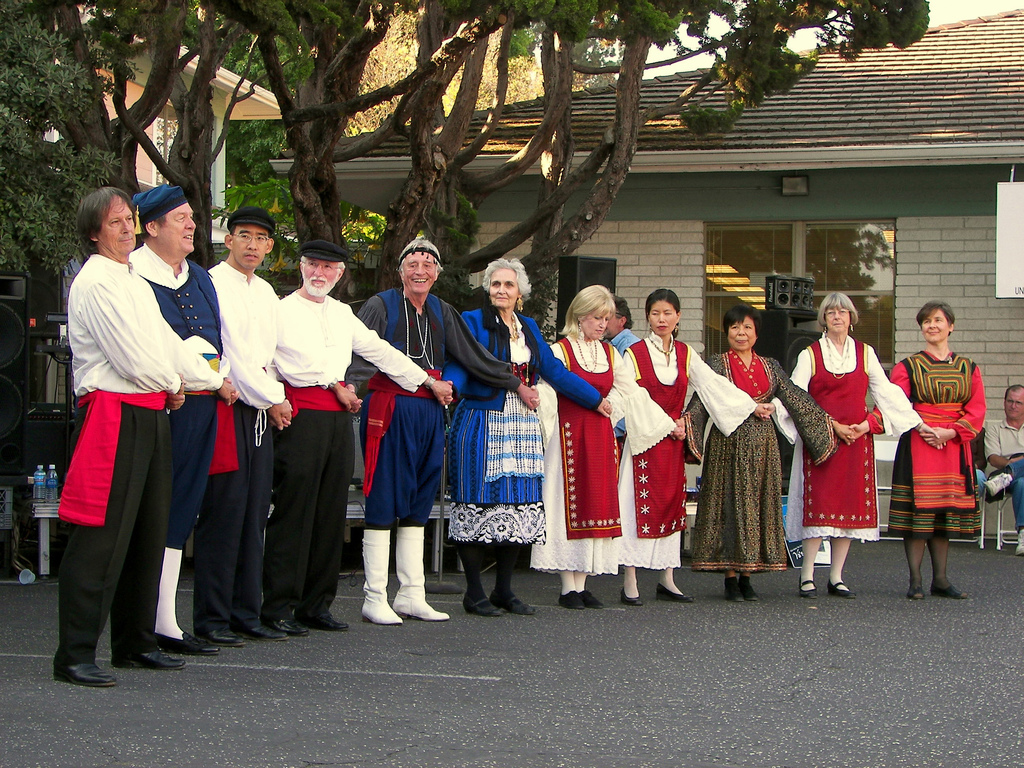
Еллінський фестиваль у Санта-Круз, Каліфорнія

В осередках еллінізму США, Канади та пострадянського простору в цей час також влаштовуються святкування. Як правило такі фестивалі не проходять закрито, а представляються увазі широкій громадськості. Учасники ж фестивалю, вбрані у національний грецький костюм, співають грецькі пісні, виконують національні грецькі танці, демонструють страви грецької кухні. Такі заходи часто підтримуються місцевими православними церквами.

### В Україні
Зокрема в Україні раз на два роки на початку вересня у містах та селах Північного Приазов'я — найбільшому осередку етнічних греків в Україні — проходить фестиваль еллінської культури імені Доната Патричі під назвою Мега-Йорти, що перекладається як Велике свято. Фестиваль проводиться за організації Федерації грецьких товариств України та безпосередньої підтримки Ради греків зарубіжжя.